# 瓦拉帕特塔纳姆
瓦拉帕特塔纳姆（Valapattanam），是印度喀拉拉邦Kannur县的一个城镇。总人口8369（2001年）。

## 人口
该地2001年总人口8369人，其中男性4154人，女性4215人；0—6岁人口1209人，其中男608人，女601人；识字率80.89%，其中男性为82.84%，女性为78.98%。